# Конти (Велюнський повіт)
Конти (пол. Kąty) — село в Польщі, у гміні Чарножили Велюнського повіту Лодзинського воєводства.
Населення — 146 осіб (2011).
У 1975-1998 роках село належало до Серадзького воєводства.

## Демографія
Демографічна структура станом на 31 березня 2011 року:
|          | Загалом | Допрацездатний вік | Працездатний вік | Постпрацездатний вік |
| -------- | ------- | ------------------ | ---------------- | -------------------- |
| Чоловіки | 68      | 14                 | 50               | 4                    |
| Жінки    | 78      | 19                 | 41               | 18                   |
| Разом    | 146     | 33                 | 91               | 22                   |